# Ptyelus speciosus
Ptyelus speciosus är en insektsart som beskrevs av Victor Lallemand 1927. Ptyelus speciosus ingår i släktet Ptyelus och familjen spottstritar. Inga underarter finns listade i Catalogue of Life.